# Soings-en-Sologne
Soings-en-Sologne is een gemeente in het Franse departement Loir-et-Cher in de regio Centre-Val de Loire. De gemeente maakt deel uit van het arrondissement Romorantin-Lanthenay en sinds 22 maart 2015 van het kanton Saint-Aignan nadat het werd overgeheveld van het kanton Selles-sur-Cher. Soings-en-Sologne telde op 1 januari 2022 1.570 inwoners.

## Geografie
De oppervlakte van Soings-en-Sologne bedroeg op 1 januari 2022 35,3 vierkante kilometer; de bevolkingsdichtheid was toen 44,5 inwoners per km².
De onderstaande kaart toont de ligging van Soings-en-Sologne met de belangrijkste infrastructuur en aangrenzende gemeenten.

## Demografie
Onderstaande figuur toont het verloop van het inwonertal (bron: INSEE-tellingen).